# Rio Grija
O Rio Grija é um rio da Romênia, afluente do Jaleş, localizado no distrito de Gorj.